# Вайнио, Эдвард Аугуст
Эдвард Аугуст Вайнио (фин. Edvard August Vainio, до 1919 — Wainio, до 1877 — Ланг (Lang); 5 августа 1853, Пиексямяки, Великое княжество Финляндское — 14 мая 1929, Турку, Финляндия) — выдающийся финский лихенолог, первый фитогеограф, публиковавшийся на финском языке.

## Биография
Родился 5 августа 1853 года в Пиексямяки в семье бейлифа. Детство прошло на юге Финляндии, близ озера Весиярви, где познакомился с фитогеографом Йоханом Петтером Норрлином. Учился в Хельсинкском университете, под руководством Норрлина изучал фитогеографию и лихенологию. В 1878 году Вайнио защитил докторскую диссертацию (первая в истории диссертация по биологии, написанная на финском языке).
С 1880 года Вайнио читал лекции по ботанике в Хельсинкском университете. В 1880 году ездил в Западную Сибирь. В 1882 году он посетил Росток и Берлин, в 1884—1885 годах — Санкт-Петербург, Москву, Вену, Женеву, Париж, Лондон. В 1880 году предпринял экспедицию в Бразилию, занимался сбором лишайников в окрестностях Рио-де-Жанейро и в Минас-Жерайс.
В 1891 году Вайнио стал работать цензором в службе прессы Хельсинки. После обретения Финляндией независимости в 1917 году он остался без работы и без пенсии. В 1919 году Университет Турку приобрёл его гербарий и личную библиотеку. С 1922 года он преподавал в звании доцента в Университете Турку, возглавлял криптогамический гербарий.
Скончался 14 мая 1929 года.

## Некоторые научные работы
- Wainio E. A. Florula Tavastiae orientalis. — 1878. — 121 p.
- Wainio E. A. Kasvistonsuhteista Pohjais-Suomen ja Venäjän Karjalan rajaseuduilla. — 1878. — 160 p.
- Wainio E. A. Tutkimus Cladoniain phylogenetillisestä. — 1880. — 62 p.
- Wainio E. A. Adjumenta ad Lichenohraphiam Lapponiae fennicae atque Fenniae borealis I—II. — 1881—1883.
- Wainio E. A. Monographia Cladoniarum universalis. — 1887—1897.
- Wainio E. A. Matkustus Brasiliassa: kuvaus luonnosta ja kansoista Brasiliassa (фин.). — Helsinki: Holm, 1888. — 298 с.
- Wainio E. A. Étude sur la classification neturelle et la morphologie des lichens du Brésil. — 1890. — 256 p.
- Wainio E. A. Notes sur la flore de la Laponie finlandaise. — 1891. — 90 p.
- Wainio E. A. Lichenes in viciniis stationis hibernae expiditionis Vegae. — 1909. — 175 p.
- Wainio E. A. Additamenta ad Lichenographiam Antillarum illustrandam. — 1915. — 226 p.
- Vainio E. A. Lichenographia fennica I—IV. — 1921—1934.

## Роды, названные в честь Э. Вайнио
- Vainiona Werner, 1943, nom. superfl. ≡ Neonorrlinia Syd., 1923
- Vainionia Räsänen, 1943 = Calicium Pers., 1794
- Wainioa Nieuwl., 1916, nom. superfl. = Byssoloma Trevis., 1853
- Wainiocora Tomas., 1950 = Cora Fr., 1825